# Ivo Brožek
Ivo Brožek (7. ledna 1951 Teplice – 16. února 2018) byl český knihovník.

## Život

### Studium a zaměstnání
V roce 1974 absolvoval obor knihovnictví a vědecké informace na Filozofické fakultě Univerzity Karlovy v Praze. V letech 1974–1977 pracoval v oddělení vědeckoinformační a knihovnické služby Krajského ústavu národního zdraví v Ústí nad Labem (zabýval se bibliografickou a rešeršní činností). V letech 1984–2012 byl vedoucím ústřední knihovny Pedagogické fakulty v Ústí nad Labem (od roku 1991 Pedagogické fakulty Univerzity J. E. Purkyně v Ústí nad Labem). Od května 2012 do dubna 2016 byl ředitelem Vědecké knihovny Univerzity J. E. Purkyně v Ústí nad Labem Zabýval se řízením knihoven, získáváním a zpracováním knihovních fondů, elektronickými informačními zdroji a vzděláváním uživatelů. Dlouhodobě se věnoval výuce (výběrový kurz Základy knihovnictví a bibliografie). Byl řešitelem řady rozvojových projektů. Od roku 1995 do 2016 působil jako člen Dozorčí komise Svazu knihovníků a informačních pracovníků ČR (v letech 1998–2013 byl jejím předsedou). V letech 2004–2013 byl členem výkonného výboru Asociace knihoven vysokých škol ČR (AKVŠ).

### Osobní život
V roce 1978 se oženil, s manželkou Zdeňkou měl dvě dcery, Ivu (1979) a Janu (1993), a syna Zdeňka (1981). Jeho otcem byl český teoretik v oboru barev, výtvarný pedagog Jaroslav Brožek, jeho bratrem je český knihovník a vexilolog Aleš Brožek.

### Vyznamenání
V roce 2003 mu byla udělena Medaile Z. V. Tobolky, v roce 2014 Cena českých knihovníků za celoživotní přínos českému knihovnictví a podporu Svazu knihovníků a informačních pracovníků.

## Publikační činnost
Je autorem četných článků z různých oblastí knihovnictví (zejména ve sbornících z konferencí Knihovny současnosti, v časopisech Ikaros nebo Čtenář).